# Endre Szemerédi
Endre Szemerédi (IPA: [ˈɛndrɛ ˈsɛmɛreːdi]) (Budapest, 21 agosto 1940) è un matematico ungherese attivo nel campo della combinatoria e dell'informatica teorica.
Ricopre la cattedra di professore di informatica presso la Rutgers University nello Stato del New Jersey dal 1986.
Tra i suoi tanti lavori ricordiamo il Teorema di Szemerédi, il Lemma di Regolarità di Szemerèdi, il Teorema di Erdős–Szemerédi ,il Teorema di Hajnal–Szemerédi e il teorema di Szemerédi–Trotte.

## Gioventù
Szemerédi è nato a Budapest, ha studiato alla Università di Eötvös Loránd a Budapest e ha conseguito il dottorato di ricerca all'Università Statale di Mosca. Durante il PhD, un suo professore è stato Israel Gelfand.

## Riconoscimenti
- 1973 Premio Alfréd Rényi
- 1975 Premio Pólya
- 2008 Premio Schock
- 2008 Premio Steele
- 2012 Premio Abel